# Heinz Meier (Gewerkschafter)
Heinz Meier (* 20. November 1913 in Berlin; † 14. September 1991) war ein deutscher Gewerkschafter (FDGB). Er war von 1951 bis 1961 Vorsitzender des Zentralvorstandes der Industriegewerkschaft (IG) Druck und Papier im FDGB.

## Leben
Meier, Sohn eines Präparators, besuchte die Volksschule und erlernte den Beruf des Schriftsetzers. Er arbeitete zunächst im Beruf. 1931 wurde er Mitglied des Kommunistischen Jugendverbandes Deutschlands (KJVD). Nach 1933 arbeitete er als Landarbeiter, Kontrolleur bei Daimler-Benz und Planungstechniker in Genshagen bei Potsdam und leistete illegale Widerstandsarbeit. 1939/40 leistete er Kriegsdienst in der Wehrmacht. Von 1940 bis 1945 arbeitete er erneut bei Daimler-Benz in Genshagen.
1945 wurde er Mitglied des FDGB und Sekretär des Gewerkschaftsausschusses in Berlin-Treptow. 1946 schloss er sich der Sozialistischen Einheitspartei Deutschlands (SED) an. 1946/47 wirkte er als Bezirksrat für Wirtschaft im Bezirksamt Berlin-Treptow. Von 1947 bis 1949 war er Sekretär des Zentralvorstandes (ZV) der IG Grafik/Druck bzw. Druck und Papier, von 1949 bis 1951 2. Vorsitzender und von 1951 bis 1961 1. Vorsitzender des ZV der IG Druck und Papier. Von 1947 bis 1961 gehörte er dem Zentralvorstand der IG Druck und Papier und von 1950 bis 1961 dem FDGB-Bundesvorstand (BuV) an. Von 1952 bis 1961 war er Mitglied des Präsidiums des FDGB-BuV. Im November 1961 wurde er wegen „groben Verstoßes gegen die FDGB-Satzung“ von seinen Funktionen im FDGB entbunden. Er arbeitete dann von 1964 bis 1976 als Direktor der DEWAG-Bezirksdirektion Berlin und 1976/77 als stellvertretender Generaldirektor der DEWAG.
Meier war mit Helga Meier (1920–2007) verheiratet. Beide wurden auf dem Zentralfriedhof Berlin-Friedrichsfelde in der VdN-Anlage  beigesetzt.

## Auszeichnungen
- 1970 Vaterländischer Verdienstorden in Bronze, 1974 in Silber und 1983 in Gold